# カイオ・ジョルジ・ピント・ラモス
カイオ・ジョルジ・ピント・ラモス（Kaio Jorge Pinto Ramos, 2002年1月24日 - ）は、ブラジル・オリンダ出身のサッカー選手。カンピオナート・ブラジレイロ・セリエA・クルゼイロEC所属。ポジションはFW。

## 経歴
2012年からサントスFCのユースチームに入団し、2017年11月、15歳の時にU-20カテゴリーに昇格した。2018年9月21日、カンピオナート・ブラジレイロ・セリエAのアトレチコ・パラナエンセ戦にて交代途中出場でプロデビューを果たした 。最年少出場記録を更新した。
2021年8月2日、サントスFCはカイオ・ジョルジの移籍についてユヴェントスFCと合意したと発表。8月17日、ユヴェントスはカイオ・ジョルジと2026年までの5年契約を締結したことを発表。
2023年8月29日、フロジノーネ・カルチョへの1年間のレンタル移籍が発表された。
2024年6月6日、クルゼイロECへの完全移籍が発表された。

## 代表歴
ブラジル代表として各年代でプレーした。2019年9月20日、カイオはギリェルメ・ダラ・デア監督によって、2019 FIFA U-17ワールドカップのための21人のメンバーリストに選出された。 彼は大会で5ゴールを記録し、決勝戦ではメキシコ U-17代表との試合（2-1で勝利）で得点を決めた。 また、その活躍が評価され、ブロンズブーツ（大会得点ランキング3位）を受賞した。